# Wadi Qelt

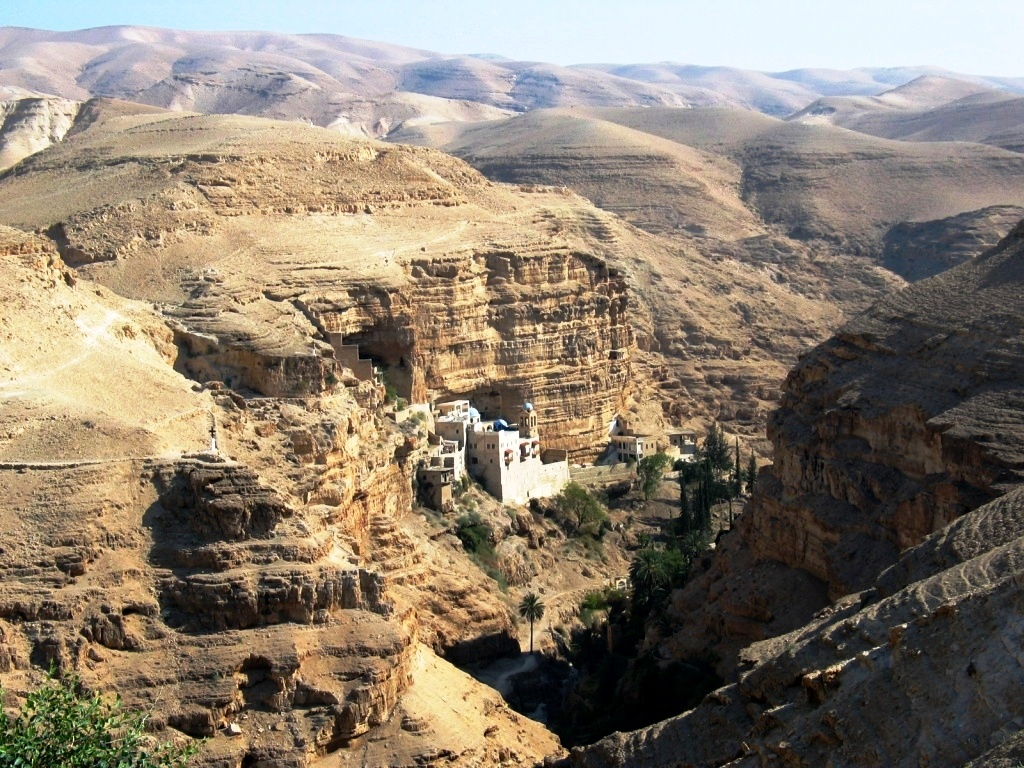
Mănăstirea Sf. Gheorghe din Wadi Qelt

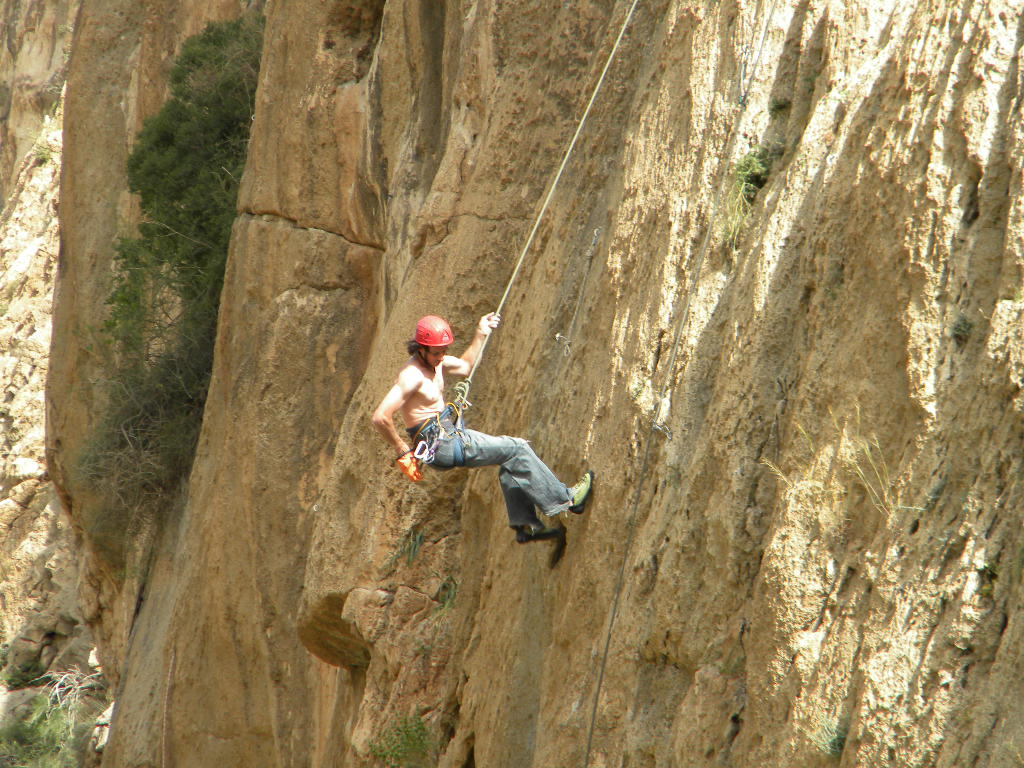
Alpinism în Wadi Qelt

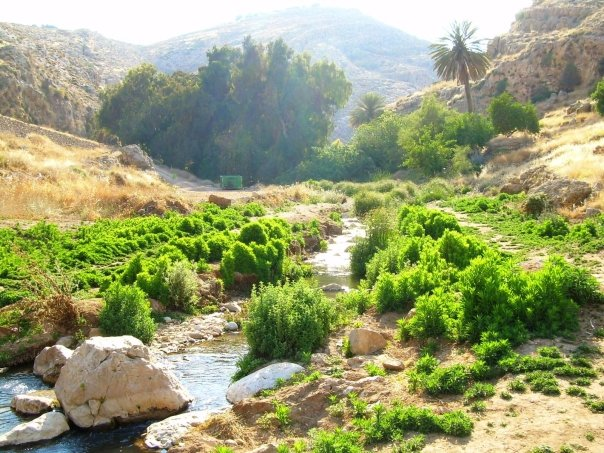
Pârâul Nahal Prat

Wadi Qelt (în arabă وادي القلط‎; Qelt este, de asemenea, scris Qilt și Kelt, uneori cu articolul arab, el- sau al-), în ebraică Nahal Prat (în ebraică נחל פרת), fost Naḥal Faran (pârâul Pharan), este o vale, un râu sau un pârâu (în arabă وادي wādī, „wadi”; {în ebraică נחל, „nahal”) în Cisiordania, care are originea în apropiere de Ierusalim și care se varsă în râul Iordan în apropiere de Ierihon, cu puțin înainte de a se varsa în Marea Moartă.
Wadi Qelt atrage cu o serie de repere naturale, biblice și arheologice: un mediu natural bine conservat, cu o populație bogată de păsări sălbatice.

## Geografie
Pârâul care curge spre est pe valea care străbate calcarul [Munților Iudeei]], are trei izvoare perene, fiecare cu un nume arab și ebraic: " Ayn Farah/En Prat, cel mai mare de la capul văii; "Ayn Fawar/En Mabo'a în centru; și izvorul Qelt cu un singur nume un pic mai departe în jos. În ebraică, întregul curent se numește Prat; în arabă însă, fiecare secțiune are propriul nume: Wadi Fara pentru secțiunea superioară, Wadi Fawar pentru cea din mijloc și Wadi Qelt pentru secțiunea inferioară.

## Mediu
Wadi Qelt găzduiește o varietate unică de floră și faună.

### Zona importantă pentru păsări
Situl de 15.000 ha a fost recunoscut ca Zona importantă pentru păsări (IBA) de către BirdLife International deoarece susține populații de vultur-bufniță eurasiatică, vulturi suri, buhe și acvile porumbace.